# گیورگی مارگولاشویلی
گیورگی مارگْوِلاشْویلی (به گرجی: გიორგი მარგველაშვილი) سیاستمدار گرجی و رئیس‌جمهور سابق گرجستان است. او در انتخابات ریاست جمهوری گرجستان در اکتبر ۲۰۱۳ پیروز شده است. مارگولاشویلی در ابتدای تأسیس حزب رؤیای گرجستان با بیدزینا ایوانشویلی رهبر این حزب و نخست‌وزیر سابق همراه شد تا سرسخت‌ترین اپوزیسیون را در سال ۲۰۱۲ علیه دولت میخاییل ساکاشویلی تشکیل دهند. وی در دولت اول ایوانشویلی عهده‌دار وزارت علوم بود. ایوانشویلی در وصف وی و در جریان گارزار انتخاباتی او را وزیری مثال زدنی و برادر خود خواند. وی در انتخابات ریاست جمهوری توانست ۶۲ درصد آراء را کسب کند.

## تحصیلات
مارگولاشویلی در خانواده‌ای به دنیا آمد که پدر او مهندس و مادرش فلسفه خوانده بود. او نیز راه مادرش را پیش گرفت و سر انجام در سال ۱۹۹۲ از دانشگاه دولتی تفلیس در رشته فلسفه فارغ‌التحصیل شد. سپس راهی پراگ شد و توانست تحصیلات خود را در دانشگاه اروپای مرکزی ادامه دهد. پس از پراگ دوباره به تفلیس بازگشت و دکترای فلسفه خود را در دانشگاه دولتی تفلیس به سرانجام رساند.

## ارتباط با روسیه
در اوایل دهه ۹۰ میلادی، اوستیای جنوبی و آبخازیا اعلام استقلال کردند. در سال ۲۰۰۸ میلادی و در دوران ریاست جمهوری ساآکاشویلی، روابط روسیه و گرجستان وخیم‌تر شد. این روابط وخیم سرانجام در سال ۲۰۰۸ به جنگ اوستیای جنوبی منتهی شد. پس از نبرد سال ۲۰۰۸ میلادی، روسیه استقلال اوستیای جنوبی و آبخازیا را به رسمیت شناخت.
پس از روی کار آمدن مارگولاشویلی، مخالفان وی، اعضای دولت مارگولاشویلی و حزبش را به نزدیکی به روسیه متهم کردند. مارگولاشویلی این اتهامات را بی‌اساس می‌خواند. وی خط مشی سیاسی کنونی گرجستان در قبال روسیه را بر پایه «صبر استراتژیک» توصیف می‌کند. مارگولاشویلی در سال ۲۰۱۶ و در سالروز جنگ اوستیای جنوبی گفت: «ما آماده برگزاری مذاکره با روسیه هستیم و این در صورتی است که نه تنها گرجستان بلکه روسیه هم تمایل داشته باشد. اگر این درک وجود داشته باشد که گرجستان دشمن روسیه نیست و تنها می‌خواهد روابط دوستانه بر پایه حفاظت از تمامیت ارضی خود برقرار کند، چنین مذاکراتی انجام می‌شود. دیپلماسی و سیاست یعنی مذاکره نه قدرت‌نمایی». مارگولاشویلی ابراز امیدواری کرد که روسیه و گرجستان برای رسیدن به «متن یک مذاکره استراتژیک» تلاش کنند.